# Team KaFra
Team KaFra is een internationale schaatsploeg rondom langebaanschaatser Jutta Leerdam. Trainer/coach is Kosta Poltavets. In seizoen 2024/2025 startte Leerdam haar eigen solo-ploeg. Voor seizoen 2025/2026 sloten twee schaatsers zich bij haar aan.

## 2025-2026
De ploeg bestaat vooralsnog uit de volgende langebaanschaatsers:
| Naam          | Specialisatie     | Naam          | Specialisatie     |
| ------------- | ----------------- | ------------- | ----------------- |
| Jutta Leerdam | 500 en 1000 meter | Kai Verbij    | 500 en 1000 meter |
|               |                   | Ted Dalrymple | 500 en 1000 meter |